# Familia Meitani
Familia Meitani (în greacă Μεϊτάνι) este o familie de baroni și bancheri români de origine greacă din timpul Imperiului Otoman. Prezența familiei pe teritoriul României este atestatǎ pentru prima dată în anul 1810, odată cu întoarcerea celor doi frați de la Viena: Gheorghe și Ștefan Meitani, care datoritǎ minții agere și a statutului lor social pe care l-au atins la Viena, se vor alinia în rândul personalităților importante din Țara Românească.

### Originea familiei
Familia Meitani, își are originile în Munții Epirului, o regiune predominant montană din nordul Greciei. Documentele vremii, îl atestă ca fiind primul din neamul său, pe Panu Meitani. Acesta, era un cioban cu turmă sărăcăcioasă originar din Munții Pindului, care își  dorea să-și depășească statutul social. Astfel, pentru a-și realiza visul, acesta, va începe să facă negoț între Țarigrad și Adrianopole.
După ce agonisește destui bani pentru a începe o viață nouă, Panu Meitani își ia turma și trece Dunărea, stabilindu-se cu aceasta în Câmpia Română, punând astfel bazele familiei Meitani în România.

### Frații Meitani
Panu Meitani, avea doi fii: Gheorghe și Ștefan, nāscuți în Adrianopole. Cei doi feciori ai săi, au fost negustori în Austria, iar prin 1810, se întorc în țară, unde își consolidează statutul de baroni. Tot în același an, frații Meitani,au înființat prima instituție de tip bancar din Țara Românească, numită “Casa Meitani”, devenind astfel și bancheri.
În urma războiului ruso-turc din 1828-1829, cei doi frați s-au despărțit: Gheorghe rămânând cu casa, în timp ce Ștefan a rămas cu banca (falimentând în preajma anului 1834, după ce s-a stins din viață).